# Марко Поло (группа)
«Марко Поло» — российская фолк-рок группа из Москвы. Основана в апреле 2014 года. Вокалистка и автор песен, музыки, аранжировки — Людмила Савостьянова.

## История группы
Мысли о создании фолк-проекта у участников возникли в мае 2013 года, после чего лето и осень были посвящены подготовке творческого материала для будущей группы. В сентябре того же года музыканты приступили к первым репетициям, а группа была окончательно сформирована в 2014 году.
В марте 2014 в релиз вышел первый мини-альбом проекта с одноимённым названием «Марко Поло», содержащий 4 композиции. Свой дебютный концерт группа дала в апреле 2014 года, выступив на пятом отборочном туре фестиваля «Folk Summer Fest». Он был успешно пройден, после чего группа выступила на самом фестивале. Столь яркий старт не мог не сказаться на популярности коллектива — за довольно короткий промежуток времени проект успел не только обзавестись преданными поклонниками, но и получить признание у коллег по жанру.
26 октября 2014 года группа «Марко Поло» провела презентацию сингла «Ты взойди, Солнце!», в который вошли 2 композиции — «Странные дети» и «Ты взойди, Солнце!».
24 апреля 2015 года вышел в свет первый студийный альбом «Александрия». С этого момента начался стремительный рост числа поклонников группы «Марко Поло».
В июле 2015 года группа победила в «Битве за эфир» на «Нашем радио». Песня «Странные дети» получила ротацию на главном рок-радио страны, а команда «Марко Поло» — приглашение на фестиваль «Нашествие 2016».
1 декабря 2015 года состоялся релиз второго альбома «Королевы и короли».
В 2016 году состоялись первые гастроли группы, а так же значительное количество фестивалей, студийная же работа была отложена на 2017 год. 
В апреле 2018 года вышел третий студийный альбом «Звёздные капитаны».
29 октября 2018 года вышел новый EP группы - «Авалон».
16 сентября 2019 года - релиз четвертого полноформатного альбома группы - «Шёлковый путь».
12 марта 2021 года - релиз сингла - "День святого Патрика"

## Участники группы

### Текущий состав
- Людмила Савостьянова — вокал, клавишные (с 2014)
- Николай Ельников — гитара (с 2017)
- Павел Саломатин — бас-гитара (с 2014)
- Анастасия Пышная — альт (с 2014)
- Илья Шаханов — барабаны (с 2016)

### Бывшие участники группы
- Константин Циплаков — гитара (2014—2017)
- Ванда Барк — флейта (2015—2016)
- Родион Галимзянов — барабаны (2014—2015)
- Владимир Сарбеев — барабаны (2015—2016)
- Яна Симон — флейта (2014—2015)
- Анастасия Землянская — бэк-вокал (2014—2018)

## Дискография

### Альбомы
1. Александрия (2015)
2. Звёздные капитаны (2018)
3. Шёлковый путь (2019)
4. История рыцаря (2022)

### Мини-альбомы
1. Марко Поло (2014)
2. Королевы и короли (2015)
3. Авалон (2018)

### Синглы
1. Ты взойди, Солнце! (2014)
2. Изумрудный город (2020)
3. День святого Патрика (2021)
4. Алые паруса (2023)
5. Танцующая с огнём (2023)
6. Гагарин (2024)

## Влияние и стиль
Музыка группы отдаёт предпочтение светлым, мажорным тональностям, создавая тем самым заряд позитивной энергии для своих слушателей, чем отличается от некоторых других представителей русского Фолк-рока. Творчество группы сочетает в себе характерные элементы западного фолка, в том числе группы «Blackmore’s Night», которая была идейным вдохновителем для коллектива, и русского фолка («Мельница», «Тол Мириам» и др.).
Музыка группы относится к направлению «фолк-рок». Однако использование большого количества авторских подходов проявляется в элементах неоклассического метала, этнической музыки, хард-рока, пауэр-метала, и некоторых других жанров.

## Интервью
- «Куда держит путь „Марко Поло“» // Дни. Ру (4.12.2015)
- 18 вопросов от RockPage.me. // (26.01.2016)
- РОК-УИКЕНД БОЛЬШОЙ ЖИВОЙ КОНЦЕРТ ГРУППЫ "МАРКО ПОЛО" // Маяк (радиостанция) (31.01.2016)
- Программа «В эфире НАШЕ радио Краснодар» // Наше радио (24.01.2018)
- По следам Марко Поло по Шёлковому пути // (11.07.2019)
- «Марко Поло» и их «Шелковый Путь» // (20.12.2019)
- История группы «Марко Поло» // (27.05.2020)